# Droga wojewódzka 501
Droga wojewódzka 501 (DW 501) je silnice v severopolském Pomořském vojvodství spojující vesnici Przejazdowo poblíž Gdaňsku a Piaski. Zajišťuje jediné dopravní spojení Viselské kosy se zbytkem země. Její délka je 60 km.

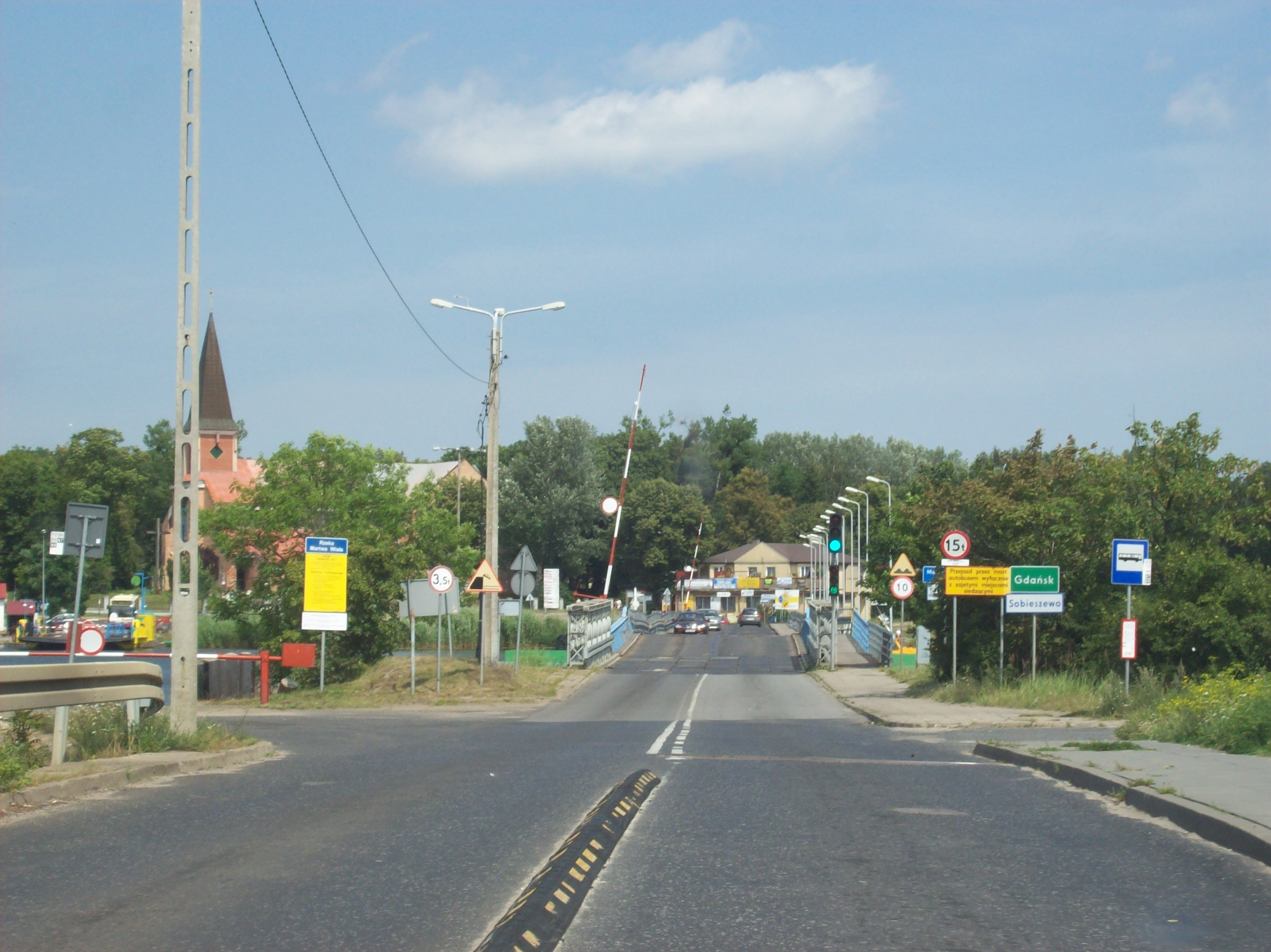
Most Sobieszewski - pohled ve směru od Gdaňsku
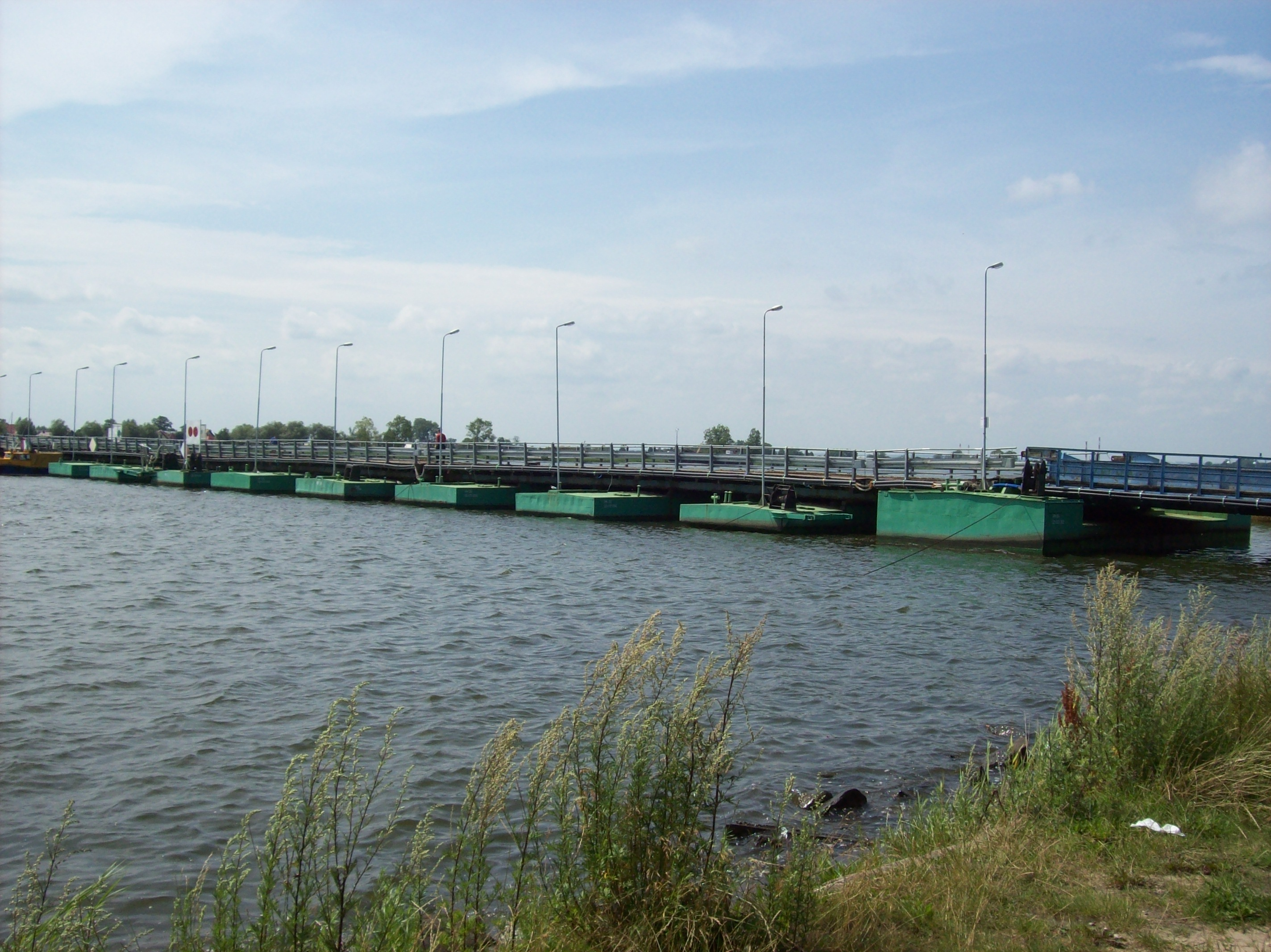
Most Sobieszewski - pohled ve směru od Mikoszewa
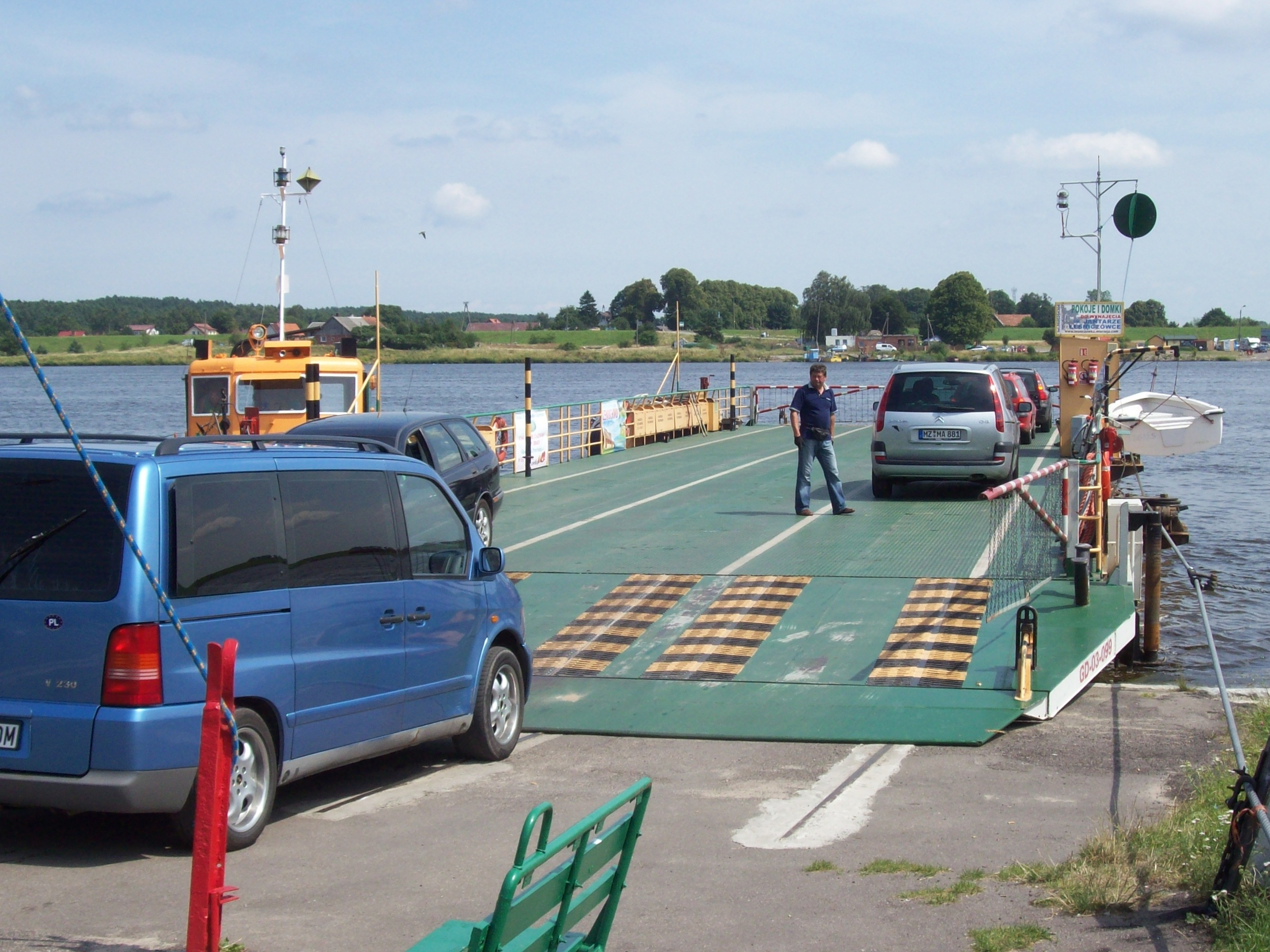
Přívoz

| Silnice 501 | km   | objekt         | místo                      | poznámka     |
| Křižovatka  | 0    | křižovatka     | Przejazdowo                | E 77         |
| Křižovatka  | 5    | křižovatka     | Wiślinka                   |              |
| Most        | 5,5  | pontonový most | Most Sobieszewski          | Martwa Wisła |
| Křižovatka  | 6    | křižovatka     | Gdaňsk – Gdaňsk-Sobieszewo |              |
| Křižovatka  | 13   | křižovatka     | Gdaňsk-Świbno              |              |
| Přívoz      | 13   | přívoz         |                            | Visla        |
| Křižovatka  | 13,5 | křižovatka     | Mikoszewo                  |              |
| Křižovatka  | 19   | křižovatka     | Jantar                     |              |
| Křižovatka  | 21   | křižovatka     | Junoszyno                  |              |
| Křižovatka  | 24   | křižovatka     | Stegna                     | DW 502       |
| Křižovatka  | 29   | křižovatka     | Sztutowo                   |              |
| Křižovatka  | 34   | křižovatka     | Kąty Rybackie              |              |
| Křižovatka  | 37   | křižovatka     | Skowronki                  |              |
| Křižovatka  | 42   | křižovatka     | Przebrno                   |              |
| Křižovatka  | 43   | křižovatka     | Sekierki                   |              |
| Křižovatka  | 49   | křižovatka     | Krynica Morska             |              |
| Křižovatka  | 60   | křižovatka     | Piaski                     |              |

- Most Sobieszewski
- pohled ve směru od Gdaňsku
- Most Sobieszewski
- pohled ve směru od Mikoszewa
- Přívoz